# Liberty Films
Liberty Films war ein unabhängiges Filmproduktionsunternehmen, das von Frank Capra und seinen Regiekollegen William Wyler und George Stevens im April 1945 gegründet wurde. Die Firma hat während ihres Bestehens nur zwei Filme produziert: Einerseits den Erfolg Ist das Leben nicht schön? (von 1946), ursprünglich von RKO Radio Pictures veröffentlicht, und andererseits die Filmversion des Theatererfolges State of the Union Der beste Mann (1948), ursprünglich von Metro-Goldwyn-Mayer veröffentlicht. Paramount Pictures kaufte die Firma im Mai 1947 und im April 1951 wurde sie aufgelöst.